# Liste der australischen Botschafter in Südkorea

Die australische Botschaft befindet sich im 19. Stockwerk des Kyobo Building, Seoul.

Der Botschafter mit Amtssitz in Seoul ist regelmäßig auch bei der Regierung in Ulaanbaatar akkreditiert.
| Ernannt       | Name                             | Bemerkungen | ernannt während der Regierung von | akkreditiert während der Regierung von | Posten verlassen |
| ------------- | -------------------------------- | --- | --------------------------------- | -------------------------------------- | ---------------- |
| 5. Juni 1962  | John D. Petherpridge             | Geschäftsträger | Robert Menzies                    | Park Chung-hee                         | Aug. 1963        |
| 26. Aug. 1963 | Greffrey V. Brady                | Geschäftsträger | Robert Menzies                    | Park Chung-hee                         | Feb. 1964        |
| 21. Feb. 1964 | Roy Albert Peachey               | (* 25. August 1917 in Devonport) Sohn von A. W. Peachey, Devonport High, Bachelor des Studiengangs Wirtschaft der Universität Tasmanien, Master der Columbia Univ. N.Y., A.A.S.A. | Robert Menzies                    | Park Chung-hee                         | 19. Juni 1968    |
| 19. Juni 1968 | Allan Henry Loomes               | | John Gorton                       | Park Chung-hee                         | 20. Sep. 1971    |
| 7. Dez. 1971  | Murray Goulburn Madden Bourchier | | William McMahon                   | Park Chung-hee                         | 28. Jan. 1975    |
| 31. März 1975 | John Roger Holdich               | | Malcolm Fraser                    | Park Chung-hee                         | 30. Apr. 1976    |
| 17. Juni 1976 | Donald Jame Horne                | | Malcolm Fraser                    | Park Chung-hee                         | 22. Juni 1978    |
| 14. Juli 1978 | Walter Geoffrey T. Miller        | | Malcolm Fraser                    | Park Chung-hee                         | 29. Juni 1980    |
| 12. Aug. 1980 | Edward Robert Pocock             | | Malcolm Fraser                    | Chun Doo-hwan                          | 10. Feb. 1984    |
| 12. Apr. 1984 | Lance Louis Ettelson Joseph      | | Bob Hawke                         | Chun Doo-hwan                          | Aug. 1987        |
| 28. Okt. 1987 | Richard Broinowski               | | Bob Hawke                         | Chun Doo-hwan                          | 19. Dez. 1989    |
| 27. Feb. 1990 | Darren P. Gribble                | | Bob Hawke                         | Roh Tae-woo                            | Dez. 1993        |
| 7. März 1994  | Mack G. Williams                 | | Paul Keating                      | Kim Young-sam                          | 26. März 1998    |
| März 1998     | Anthony J. Hely                  | Tony Hely (* 1949) Bec (Syd.), MA (InsE.x) (RMIT) ed. Syd. В H Sch., Univ. Syd., RMIT; 2001–2005: Hochkommissar in Ottawa, 2005-März 2008: Botschafter in Manila.                 | John Howard                       | Kim Dae-jung                           | Juni 2001        |
| Aug. 2001     | Colin S. Heseltine               | | John Howard                       | Kim Dae-jung                           | 9. Dez. 2005     |
| Dez. 2005     | Peter Brock Rowe                 | | John Howard                       | Roh Moo-hyun                           | Feb. 2009        |
| März 2009     | Sam Gerovich                     | | Kevin Rudd                        | Lee Myung-bak                          | 16. März 2013    |
| 16. März 2013 | William (Bill) Paterson          | 2004–2008: Botschafter in Bangkok. | Julia Gillard                     | Park Geun-hye                          |                  |